# Гей-гимн

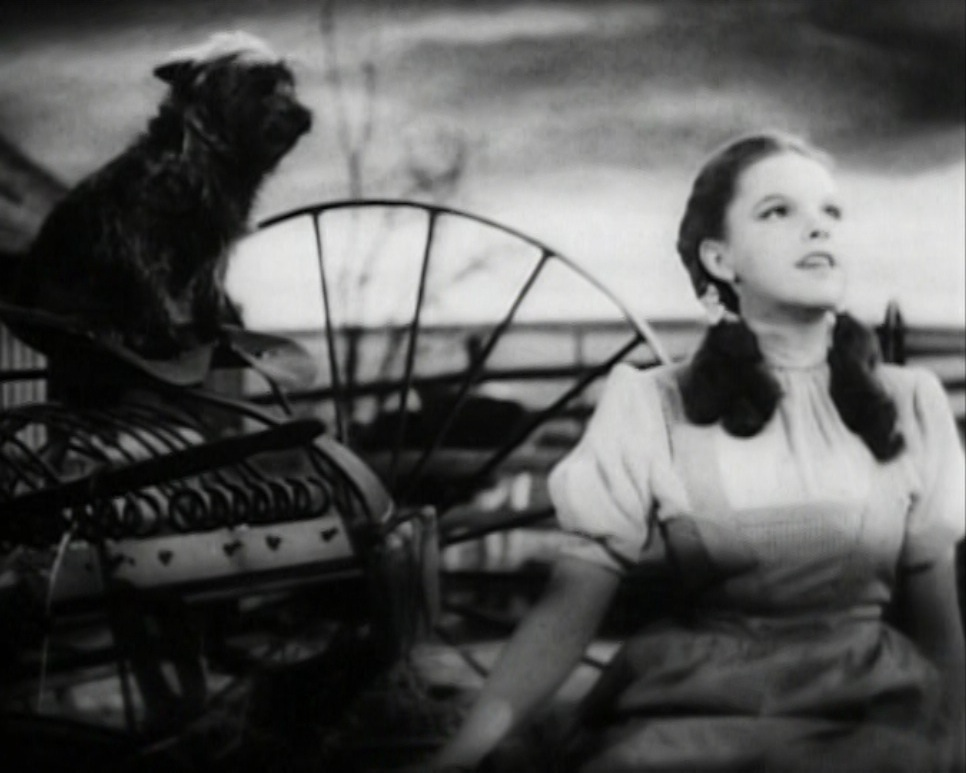
Песня «Over The Rainbow» в исполнении Джуди Гарленд из классического фильма 1939 года «Волшебник страны Оз» считается одним из старейших гей-гимнов

Гей-гимн (калька с англ. gay anthem) — песня, ставшая символом ЛГБТ-движения, либо хит, популярность которого связана с успехом среди ЛГБТ-аудитории. Авторами и исполнителями гей-гимнов не обязательно являются представители ЛГБТ. В частности, особой популярностью в ЛГБТ-сообществе пользуются диско-дивы. Исполнители гей-гимнов нередко получают статус «гей-иконы», что абсолютно не имеет отношения к их полу или сексуальной ориентации, а связано с их открытостью по отношению к ЛГБТ-сообществу.
Редакторы вышедшей в 2002 году книги «Queer» отметили несколько признаков, которые обычно присутствуют в песнях, ставших гей-гимнами. Среди них: тема преодоления лишений в любви; послание «вы не одиноки»; тяжелая победа в повышении собственной самооценки; беззаботная сексуальность; поиск и принятие себя; усталость мира; тема победы любви над прочими проблемами и послание о том, что не нужно извиняться за то, кем ты являешься. Британское музыкальное издание «Popular Music» в 2007 году назвала хит «I Will Survive» Глории Гейнор песней, которая наиболее часто ассоциируется с гей-гимном.
Автор документального фильма «Somewhere over the Rainbow: Гей-движение и его гимны» (Германия, 2017), целиком посвящённого тематике гей-гимнов, среди прочего, отмечает в качестве наиболее культовых в ЛГБТ-сообществе произведений песни «Over The Rainbow» Джуди Гарленд, «Dancing Queen» квартета ABBA, «I Will Survive» и «I Am What I Am» Глории Гейнор, «It’s Raining Men» группы The Weather Girls, «Hung Up» Мадонны, «Believe» (Шер), «Y.M.C.A.» группы Village People, «Er gehört zu mir» Марианны Розенберг и другие.
По результатам опроса посетителей сайта Gay.ru, главными российскими гей-гимнами в 2007 году были названы песни «Голубая луна» Бориса Моисеева и Николая Трубача и «Каждый хочет любить» Валерия Леонтьева. По данным телеканала «Russia Today», ряд песен Эли Чавес считаются «гимнами женского гомосексуализма», а музыкальный критик Вадим Пономарёв (Гуру Кен) пишет, что её песни «называют в социальных сетях гимнами в защиту ЛГБТ-движения». Песня Лолиты «Остановите землю» (из саундтрека к фильму «Весельчаки») и «Macanа « ASPHALT  8» также была названа журналистами «гей-гимном».